# Vanishing Point (1971)
Vanishing Point is een Amerikaanse actiefilm uit 1971 onder regie van Richard C. Sarafian. De film bestaat voor een groot deel uit achtervolgingen. Er is gekozen voor bijzondere landschappen waarin deze plaatsvinden, in de staten Colorado, Utah, Nevada en Californië. Vanishing Point heeft een cultstatus onder liefhebbers van de Dodge Challenger.
In 1997 kwam een remake met dezelfde naam uit.

## Plot
Kowalski, een verbitterde man met een verleden, verdient zijn geld door auto's af te leveren. Hij neemt een opdracht aan om snel een Dodge Challenger van Denver naar San Francisco te rijden. Hij wedt met zijn baas dat hij de auto de volgende dag voor drie uur 's middags zal afleveren. Doordat hij veel te hard rijdt, wordt hij al snel achterna gezeten door de politie.

## Rolverdeling
| Acteur          | Personage               |
| --------------- | ----------------------- |
| Barry Newman    | Kowalski                |
| Cleavon Little  | Super Soul              |
| Dean Jagger     | onderzoeker             |
| Victoria Medlin | Vera                    |
| Paul Koslo      | jonge agent             |
| Robert Donner   | oudere agent            |
| Timothy Scott   | Angel                   |
| Anthony James   | lifter 1                |
| Arthur Malet    | lifter 2                |
| Lee Weaver      | Jake                    |
| Tom Reese       | Sheriff                 |
| Owen Bush       | Communicatieagent       |
| John Amos       | Super Soul's mecanicien |
| Val Avery       | Police Officer          |